# Alfred Jermaniš
Alfred Jermaniš, född 21 januari 1967, är en slovensk tidigare fotbollsspelare.
Alfred Jermaniš spelade 29 landskamper för det slovenska landslaget.